# Тайманов Марк Євгенович
Марк Євгенійович Тайманов (7 лютого 1926, Харків — 28 листопада 2016) — радянський шахіст, міжнародний гросмейстер (1952), піаніст. Єврей.

## Біографія
Марк Тайманов народився в Харкові, де вчилися його батьки (батько — в політехнічному інституті, мати — в консерваторії). Незабаром сім'я переїхала в Ленінград, з яким пов'язано все життя шахіста і піаніста. Перші уроки музики отримав від матері.
У 1936 знявся в головній ролі хлопчика-скрипаля у фільмі «Концерт Бетховена». Хлопчика запросили на урочисте відкриття Ленінградського палацу піонерів і запропонували йому вибрати будь-яку секцію. Марк вибрав шахову, але продовжував займатися музикою.
Закінчив Ленінградську консерваторію по класу рояля. Вже будучи відомим гросмейстером, продовжував концертну діяльність, виступаючи у фортепіанному дуеті з дружиною, записав декілька платівок.
14 разів грав у чемпіонатах Ленінграду (з 1945 по 1998), 5 разів ставав чемпіоном. У чемпіонатах СРСР грав 23 рази, став чемпіоном 1956 року.
Двічі брав участь в претендентських змаганнях. У 1953 був в середині турнірної таблиці, в 1971 в першому ж матчі програв Роберту Фішеру, майбутньому чемпіонові світу, з рахунком 0:6. Поразка була шоком для радянського шахового керівництва. На митниці у Тайманова знайшли книгу Солженіцина, видану за кордоном, що стало додатковим приводом для репресій проти нього. Йому зменшили державну стипендію, перестали посилати на турніри за кордон, позбавили звання заслуженого майстра спорту СРСР (відновлений у званні 1991-го).
Тайманов відомий як шаховий теоретик, що зробив великий внесок у теорію дебютів, особливо сицилійського захисту й захисту Німцовича. Займався шаховою журналістикою, вів розділ у журналі «Огонёк».

## Зміни рейтингу
| На цьому місці має відображатися графік чи діаграма, однак з технічних причин його відображення наразі вимкнено. Будь ласка, не видаляйте код, який викликає це повідомлення. Розробники вже працюють для того, щоби відновити штатне функціонування цього графіка або діаграми. | |
| | На цьому місці має відображатися графік чи діаграма, однак з технічних причин його відображення наразі вимкнено. Будь ласка, не видаляйте код, який викликає це повідомлення. Розробники вже працюють для того, щоби відновити штатне функціонування цього графіка або діаграми. |